# HD196025
HD196025 — подвійна зоря. 
Ця подвійна система має видиму зоряну величину в смузі V приблизно 7,0.
Вона розташована на відстані близько 1156,6 світлових років від Сонця.

## Подвійна зоря
Головна зоря цієї системи належить до хімічно пекулярних зір й має спектральний клас B4.
В той же час спектральний клас іншої компоненти залишається  ще не визначеним.